# León S. Morra
León Sebastián Morra (Córdoba, 1882 - id., 1948) fue un médico, profesor universitario y político argentino, dos veces rector de la Universidad Nacional de Córdoba e intendente municipal de la ciudad de Córdoba entre 1918 y 1921.

## Origen y carrera profesional
Nació en la ciudad de Córdoba en 1882. Cursó cinco años de estudios preparatorios en el Colegio de la Inmaculada Concepción de Santa Fe y los terminó en el Colegio Nacional de Monserrat. En 1902 se recibió de farmacéutico en la Universidad Nacional de Córdoba y se graduó de médico en 1909. Con una personalidad orientada al estudio y la investigación científica, escaló todas las posiciones del escalafón universitario, desde escribiente de la biblioteca en 1898 hasta Rector de la Universidad Nacional de Córdoba en 1924, cargo que ocupó hasta 1928 y nuevamente entre 1945 y 1946.
Fue ayudante en el Laboratorio de Bacteriología y Jefe de la Farmacia de la Asistencia Pública en la ciudad de Córdoba. En 1913, fue nombrado profesor suplente de psiquiatría en la Facultad de Medicina y titular en 1916, al mismo tiempo que Director del Hospicio de Alienadas. En forma concomitante, fue designado Médico Forense Nacional desde 1910 hasta 1919 y en 1914 fue además titular interino de la Cátedra de Medicina Legal y Toxicología. En 1927 fundó el sanatorio “Las Rosas”, el cual hoy lleva su nombre, y lo dirigió hasta su muerte, acaecida en la Ciudad de Córdoba el 16 de marzo de 1948.

## La política
En los años del centenario de la revolución de mayo, la ciudad de Córdoba permanecía en estado de agitación política. La crisis de las contribuciones municipales de 1908 dividió al tradicional Partido Autonomista Nacional y una oligarquía comercial controlaba la vida política de la ciudad a través del Comité del Comercio. Por entonces, para los cargos municipales votaban únicamente los profesionales y propietarios, ninguno de los grupos tenía afiliación política determinada. Los hombres más acomodados de la sociedad cordobesa habían conformado la coalición Concentración Popular alrededor del Partido Demócrata del gobernador Cárcano, pero el centro de propietarios de comercio -enemistado con los viejos sectores autonomistas- había dado su apoyo al candidato a intendente radical en 1915. Tres años más tarde, el profesor Morra era elegido intendente en contra de las aspiraciones del Comité del Comercio y apoyado por los dirigentes demócratas de la ciudad; para el período comprendido entre el 16 de julio de 1918 e igual fecha de 1921.
Ciertamente, según cita Loudet, Morra había anticipado su ascendencia política. Al ser separado de sus funciones en la Asistencia Pública municipal, en un acto arbitrario e injusto, dijo proféticamente: "No importa, volveré como intendente".
Su labor administrativa estuvo orientada a la preservación y puesta en valor de los edificios públicos, como el Colegio Nacional de Monserrat y la Asistencia Pública. En 1921 culminó su mandato y fue sucedido por el ingeniero José Agustín Ferreyra.

## El Hospital de Alienadas y la psiquiatría en Córdoba
En Córdoba, la Sociedad de Beneficencia ordenó levantar un hospicio de dementes en la ciudad mediterránea, que se inauguró en 1890 y luego se adjudicó a la Facultad de Medicina. En Córdoba, el Asilo funda una relación médico-paciente inédita, pero la fuerte tradición católica reproduce un modelo asistencial enmarcado en la caridad, en una función más filantrópica que médica. La dependencia tecnológica con Buenos Aires (la derivación de dementes) prolongó, al no disponerse de un manicomio, la práctica asistencial religiosa.
En 1900, el Gobierno de la Provincia estaba desligado de administrar la locura en Córdoba, tal como lo demuestra el mensaje del Gobernador publicado en el diario “Los principios” el 2 de mayo de 1900, en ocasión de la apertura de las cámaras legislativas. Allí hace un análisis de la situación actual de la provincia, toca los más importantes temas que competen a su gestión: la policía de campaña, la instrucción pública, la policía, la administración de la justicia, el Registro General, la situación financiera y el Consejo de Higiene. En este último organismo recae la responsabilidad de realizar los peritajes en los juicios penales y civiles sobre la locura o cordura de un individuo, aunque no menciona su accionar en torno a la higiene y las enfermedades, tampoco toma en cuenta su accionar sobre la locura. Esto denota que si bien el gobierno hacía algunos aportes monetarios al Asilo de Dementes, estos eran totalmente administrados por la Sociedad de Beneficencia.
En Buenos Aires el tratamiento de la locura se configuró con mayor celeridad que en Córdoba, obteniendo una mayor integración con el surgimiento del Estado Nacional. En Córdoba podemos ver que ese proceso de integración es más tardío, aunque en 1908 se puso en marcha la Colonia de Oliva (Córdoba). Las problemáticas de la salud mental -término aun no instaurado por la época- surge a partir del proyecto de ley que articula al Poder Ejecutivo con la Sociedad de Beneficencia en 1911, año en que se construyen espacios terapéuticos en el Asilo, que ya lo comienzan a transformar en un Hospital, tal como se lo nomina en 1916, cuando Morra asume la dirección de la cátedra y el nosocomio.
La dirección de Morra produjo una transformación fundamental. Clasificó las enfermas según las formas clínicas de las dolencias y multiplicó las salas para los tratamientos más adecuados. El primer acto trascendental del nuevo director fue el cambio de nombre del establecimiento. No fue una simple sustitución de palabras, en opinión del biógrafo Loudet, sino que la medida iba orientada a señalar su verdadero sentido terapéutico. En lugar de Asilo de Dementes, él puso Hospital de Alienadas. No era un depósito de enfermas incurables, sino de personas con enfermedades o dolencias transitorias. Morra pensaba que muchas de las personas alojadas allí podían salvarse, recuperarse, o simplemente volver a la vida ordinaria.
La siguiente medida que tomó fue la supresión de los medios violentos para dominar a los agitados y peligrosos. La supresión del chaleco físico y su sustitución por los psicofármacos y la psicoterapia fue el paso más audaz dado con el advenimiento de la psiquiatría.